# Ryska rymdflygstyrelsen

Roskosmos logotyp

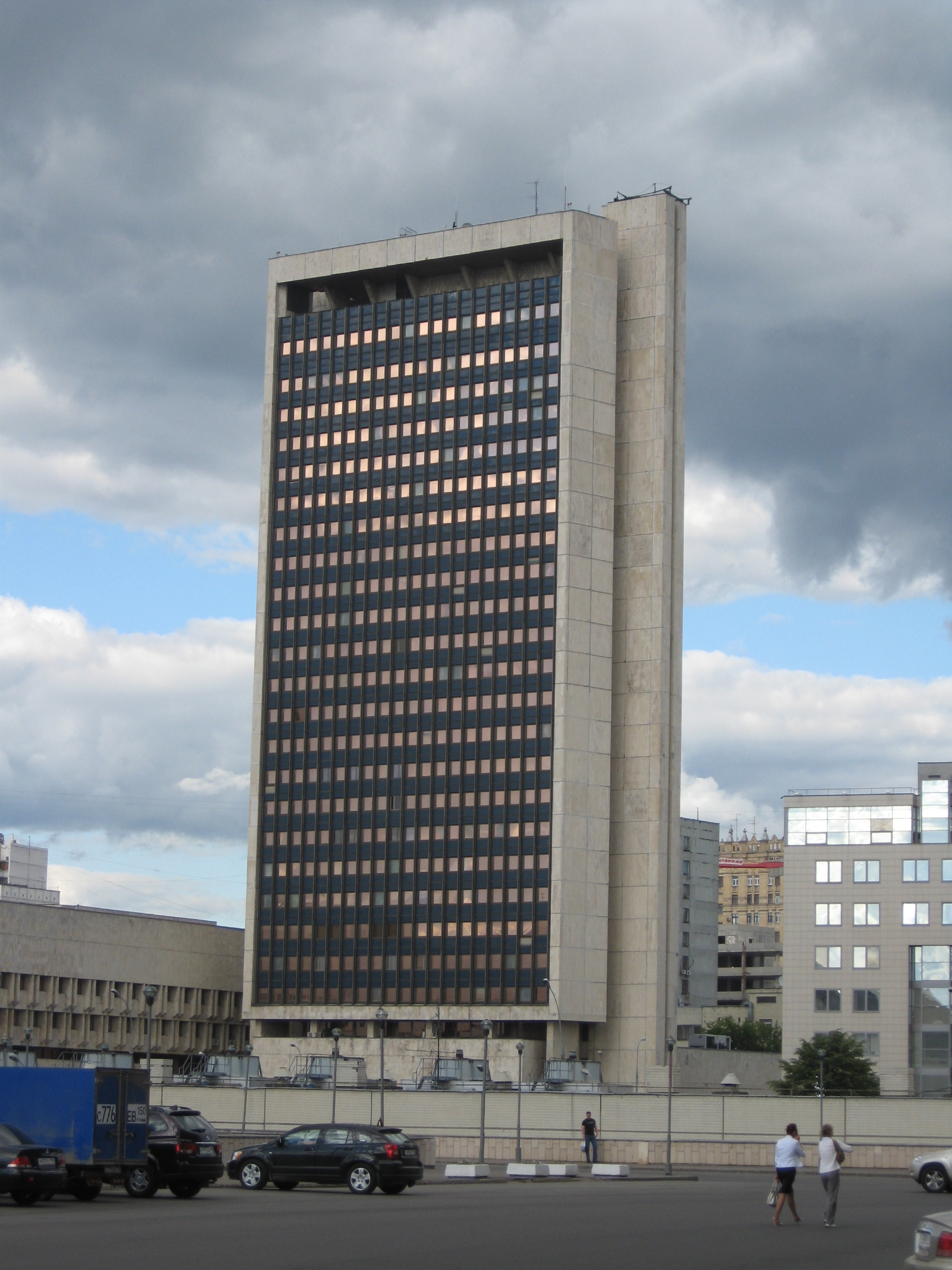
Roskosmos huvudkontor i Moskva

Roskosmos, sedan 2015  officiellt Statliga enheten för rymdverksamhet Roskosmos (ryska: Государственная корпорация по космической деятельности «Роскосмос») är den statliga enhet (på ryska en så kallad "statlig korporation") i Ryssland som ansvarar för landets rymdprogram. Den motsvarar Sveriges Rymdstyrelsen. I USA ansvarar NASA för motsvarande verksamhet och inom EU är ESA samverkansorgan för medlemsländernas individuella program.
Roskosmos kom till efter att Sovjetunionen och dess rymdprogram upplösts 1991. Huvudkontoret ligger i Stjärnstaden utanför Moskva och hette ursprungligen 1992 Ryska rymdstyrelsen underställd Ryska Federationens regering (ryska: Российское космическое агентство при Правительстве РФ), bytte senare samma år namn till Ryska rymdstyrelsen för att byta namn igen 1989 till Ryska flyg- och rymdstyrelsen (ryska: Российское авиационно-космическое агентство) , 2004 till Federala rymdstyrelsen Roskosmos (ryska: Федеральное космическое агентство «Роскосмос») och sedan återigen 2015 till dess nuvarande namn Statliga enheten för rymdverksamhet Roskosmos (ryska: Госкорпорация «Роскосмос»).
Den statliga enheten styr även den civila delen av det ryska rymdprogrammet och de första åren efter Sovjetunionens fall bestod verksamheten framför allt av att skicka upp privatfinansierade satelliter och även rymdturister då ekonomin var mycket dålig. Under denna tid förekom väldigt få forskningsuppdrag, men man lyckades i alla fall finansiera rymdstationen Mir, bidra till ISS och fortsätta flyga med Sojuz och Progress samt starta Mars-500-projektet. Numera är ekonomin dock relativt god på grund av landets ekonomiska tillväxt.

## Chefer
- Jurij Koptev (februari 1992 – mars 2004)
- Anatolij Perminov (mars 2004 – april 2011)
- Vladimir Popovkin (april 2011 – oktober 2013)
- Oleg Ostapenko (oktober 2013 – januari 2015)
- Igor Komarov (januari 2015 – maj 2018)
- Dmitrij Rogozin (maj 2018 – juli 2022)
- Jurij Borisov (juli 2022 – )